# ساي (سلاح)
ساي (باليابانية: 釵) هو سلاح تقليدي كان يستخدم في أوكيناوا. الشكل الأساسي له هو عصا معدنية على شكل شق، مع شوكتين منحنيتان (yoku) ومن مقبض (تسوكا). وتوجد أنواع عديدة من هذا السلاح.

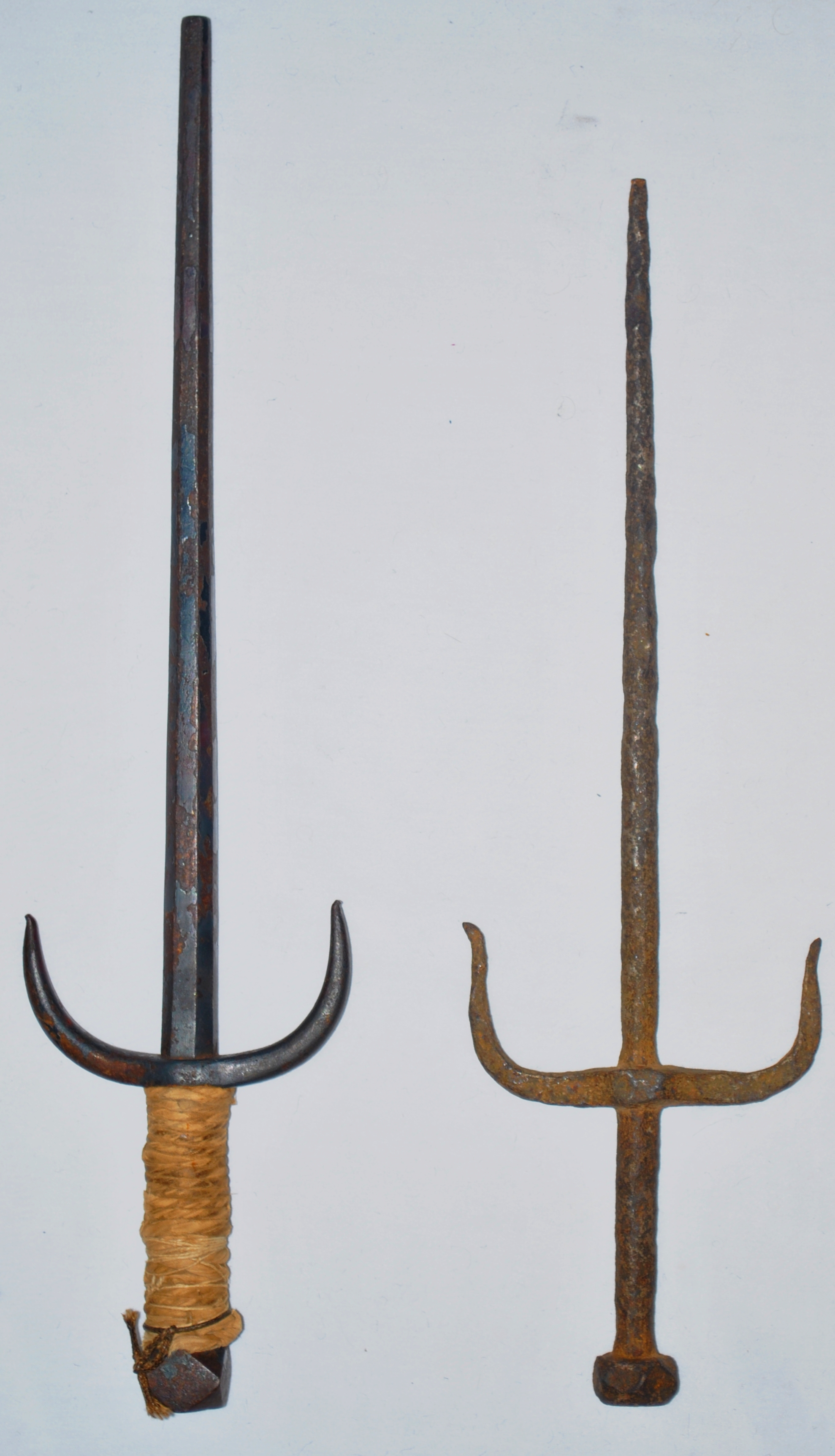
اثنان من ساي العتيقة: ساي أوكيناوا ثماني الأضلاع وشابانج إندونيسي أصغر أو تجابانج

## التاريخ
قبل وصولها في أوكيناوا، واستخدم بالفعل سلاح ساي في البلدان الآسيوية الأخرى بما في ذلك الهند وتايلاند والصين وفيتنام وماليزيا وإندونيسيا، وأحضرت إلى أوكيناوا من هذه الأماكن في وقت واحد. الممارسين السيلة تشير عادة إلى ساي إما تشابانغ في الإندونيسية أو tekpi في الملايو. وبناء على ترايدنت الهندي، تشير الأدلة في شكل الفن الياباني على أن استخدام تشابانغ سبق استخدام ساي في أوكيناوا والصين. وكلمة (trisula - ترايدنت ) نفسها يمكن أن تشير إلى كل من ترايدنت الطويل أو القصير التعامل معها. بسبب نشأت ترايدنت في جنوب آسيا، فمن الممكن أن ساي نشأت في الهند وانتشرت على طول مع الهندوسية والبوذية. ويؤيد ذلك أن ترايدنت مهم كرمز الهندوسية-البوذية.
في أوكيناوا استخدم ساي من قبل الشرطة المحلية (ufuchiku) للقبض على المجرمين وللسيطرة على الحشود. وأتقن استخدام ساي عام 1668 بواسطة الدراجات النارية والدراجات Chohei، أمير اوكيناوا.
وصلت في نهاية المطاف ساي اليابان في شكل jitte، التي لديها عادة سوى الشق واحد على الرغم من أن بعض jitte دينا اثنين من شوكات مثل ساي. كلاهما مثل أسلحة هراوة، وتستخدم لضرب، bludgeoning.and أيضا لثقوب متعددة على مواقع مختلفة على الجسم.

### أجزاء من ساي
- Monouchi، رمح من الديوان، وهذا يمكن أن يكون مستديرة أو الأوجه.
- Yoku، الشق مثل حراس الجانبية التي عادة ما تكون متناظرة ولكن التصميم منجي التي وضعتها تايرا Shinken توظف معاكس التي تواجه yoku تشبه الصليب المعقوف (منجي) من الذي يأخذ اسمه.
- Tsume، غيض من الحرس الجانب (yoku).
- الدراجات النارية، ونقطة المركز الفعلية بين حراس الجانبين.
- تسوكا، مقبض ساي. تسوكا يمكن أن تكون ملفوفة مع مواد مختلفة مثل الحبل أو الجلد راي (نفس) لتوفير قبضة.
- Tsukagashira، نهاية بعقب مقبض (تسوكا).
- الساقي، الطرف أو نقطة من ساي التي عادة ما تكون حادة وليس أشار.